# 高井田横穴墓群
高井田横穴墓群（たかいだよこあなぼぐん、高井田横穴群）は、大阪府柏原市にある横穴墓群。国の史跡に指定されている（指定名称は「高井田横穴」）。
総数200基以上の横穴墓があり、その多くに古墳時代の線刻画を伴うことで有名である。史跡公園「史跡高井田横穴公園」として整備されている。

## 概要
生駒山地最南端に位置する柏原市高井田付近の丘陵の崖（軟弱な凝灰岩層）を掘削して、横穴式石室に似た構造に造られた墓室が200基以上も構築されており横穴墓群の規模としても最大級のものである。大正6年（1917年）に発見されており、その当時から線刻画の存在が報告されている。その線刻画の内容は人物、船、鳥、馬、魚、樹木、花、渦巻文、太陽、家屋などであり、人物の服装、船体のゴンドラ風の形から、古墳時代に彫り描かれたものであるのは明らかである。6世紀前半から構築が始まり、7世紀まで構築が続いたようである。当時の風俗、宗教思想を知る上で貴重な資料となっている。

## 横穴墓群と氏族構成の反映
この横穴墓群は丘陵の自然地形に従って一見雑然と掘削されているようにも見える。しかし、平面図を詳細に観察すると2-4基を単位として小群を構成していることが窺える。未確認のものも含めて、おおよそ10-15の小群で一大群を構成しているようである。この現象を７世紀における氏族構成の姿にあてはめて見ると、大群はちょうど氏族集団の現われであり、小群は集団を構成している世帯であろうと推測される。さらに小群の単位である2-4基は世代ごとに掘られたようである。これらの群構成は近隣にある平尾山古墳群などの群集墳で見られるものである。

## 文化財

### 国の史跡
- 高井田横穴 - 1922年（大正11年）3月8日指定[2]、1990年（平成2年）3月6日に史跡指定範囲の追加指定[3]。

## ギャラリー

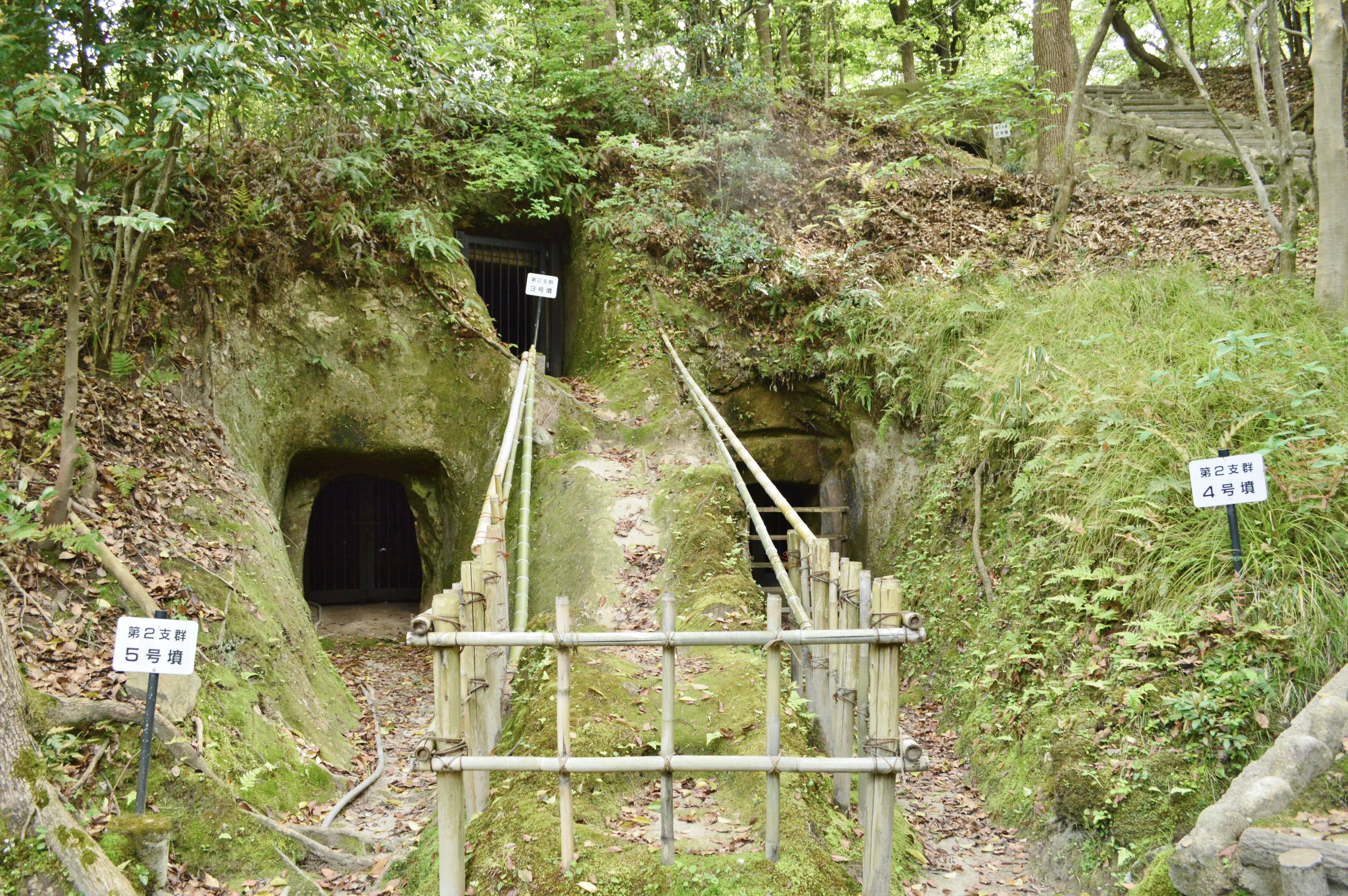
第2支群3・4・5号
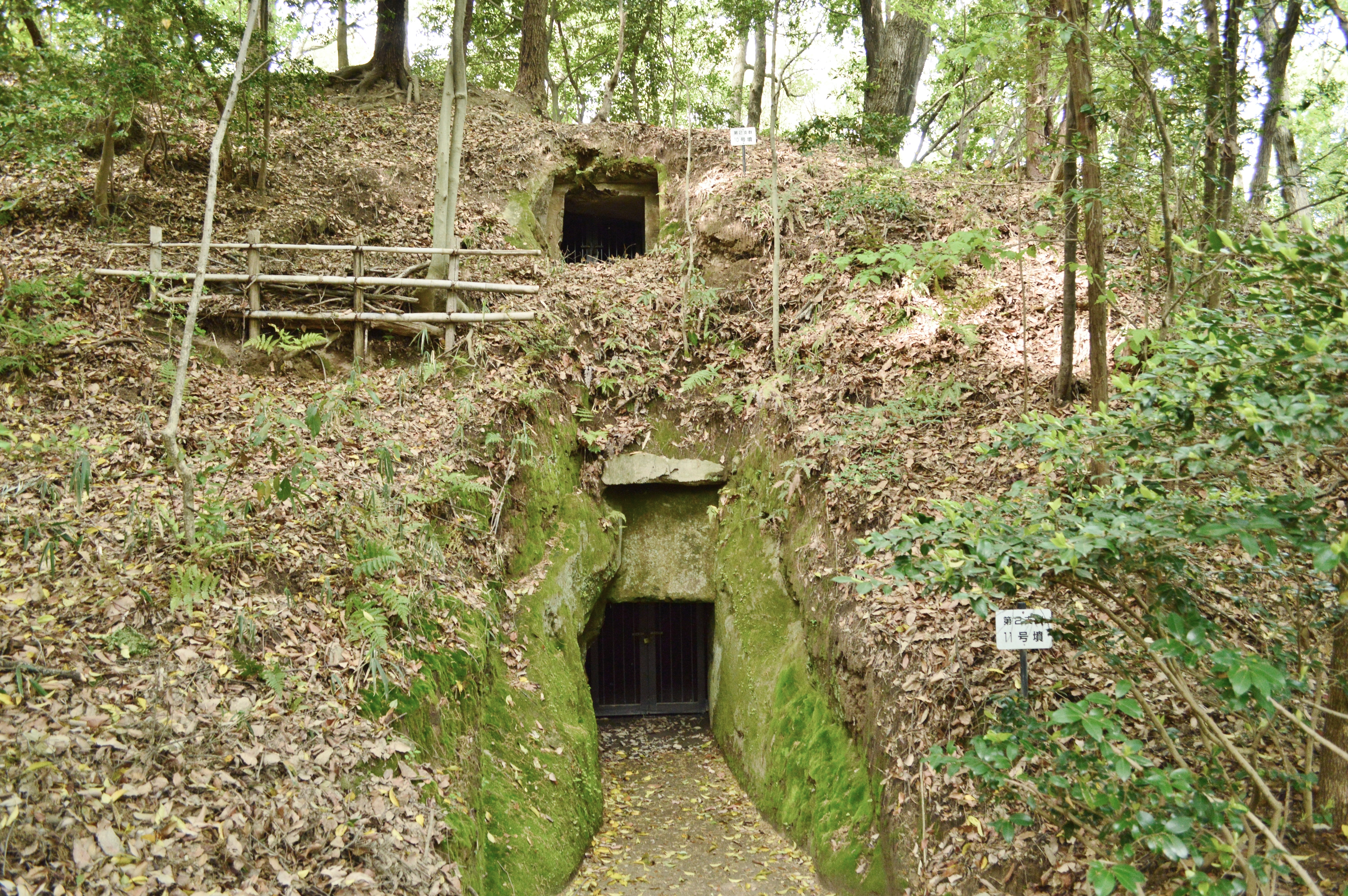
第2支群10・11号
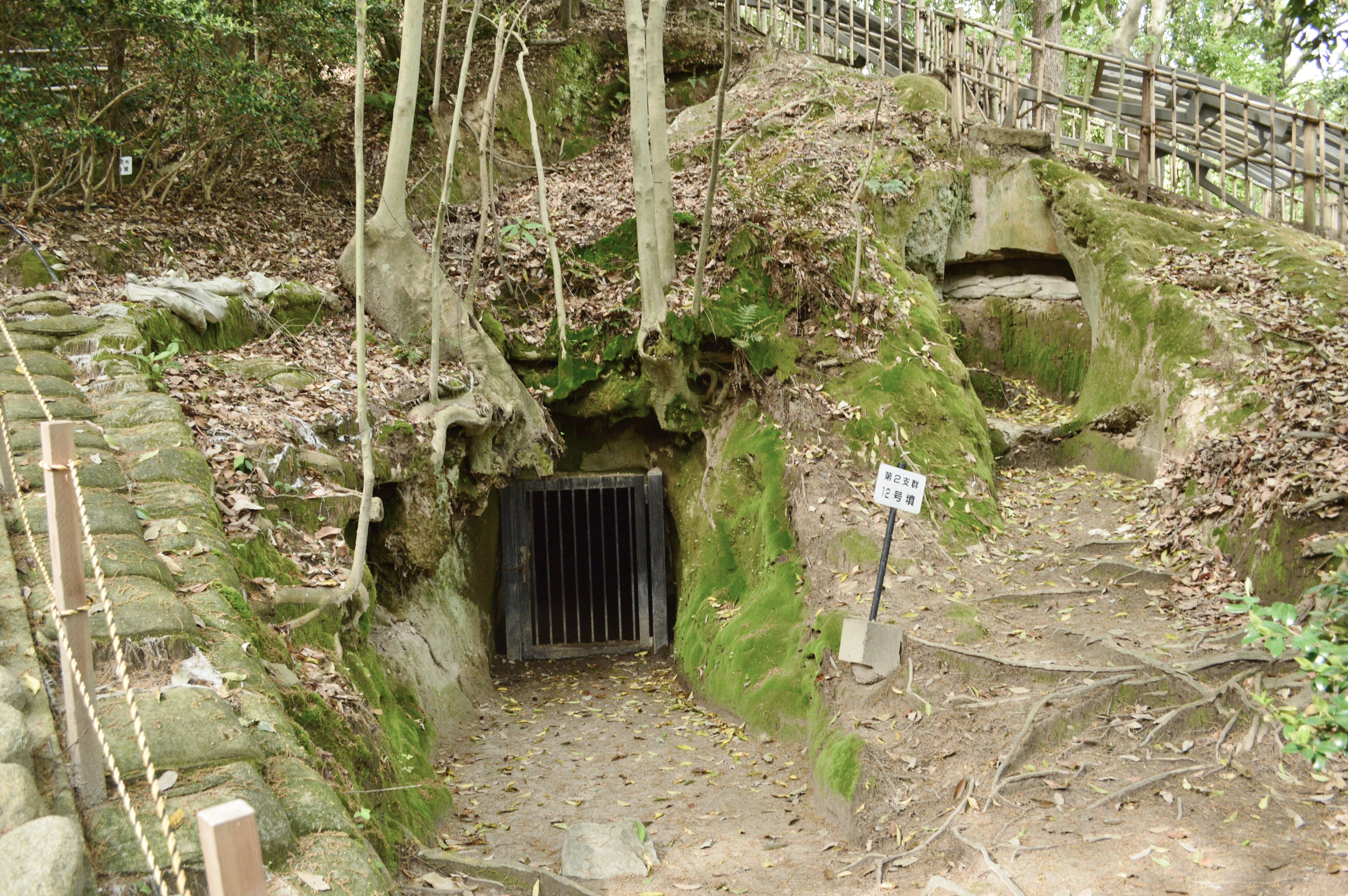
第2支群12号
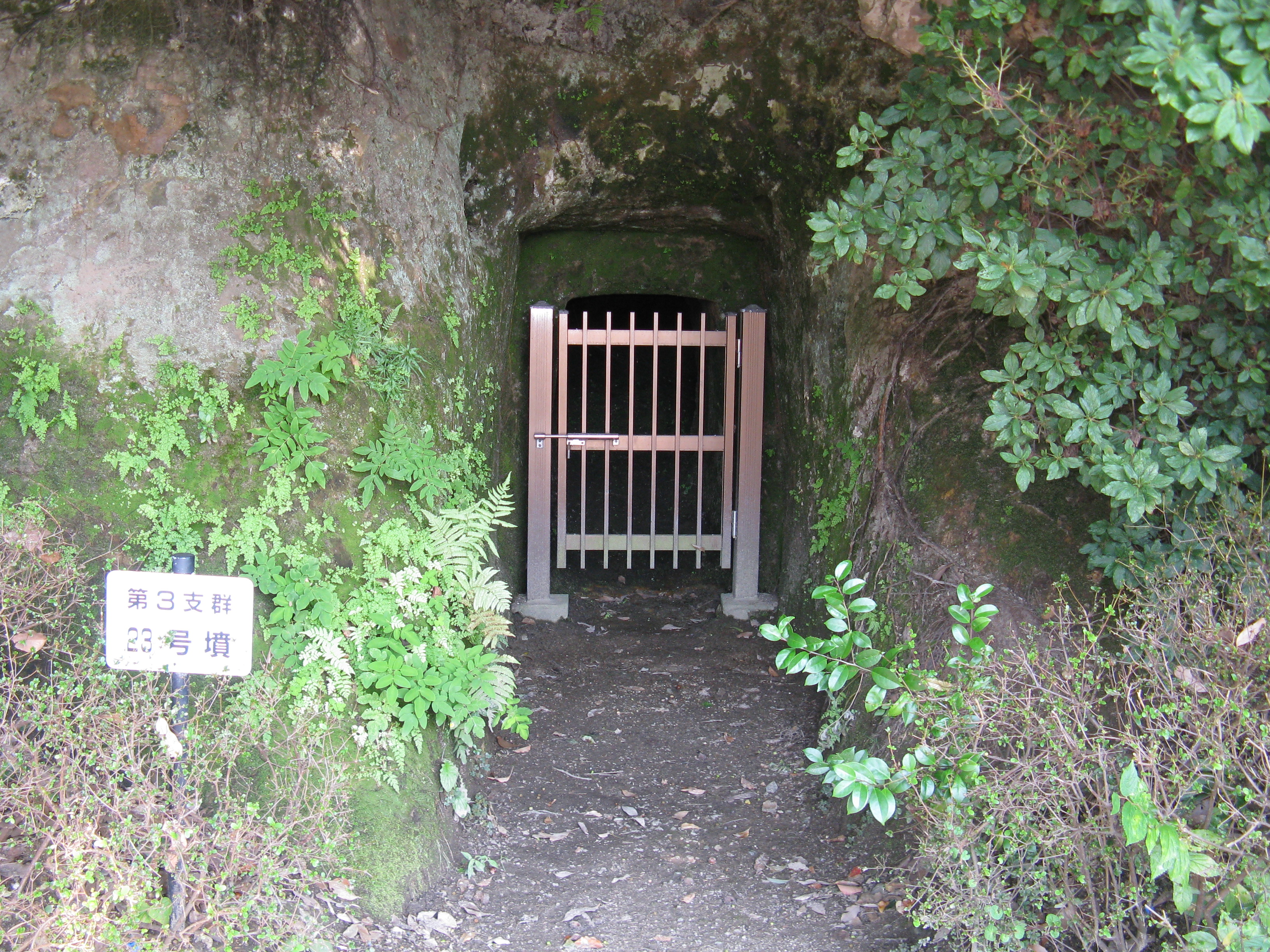
第3支群23号
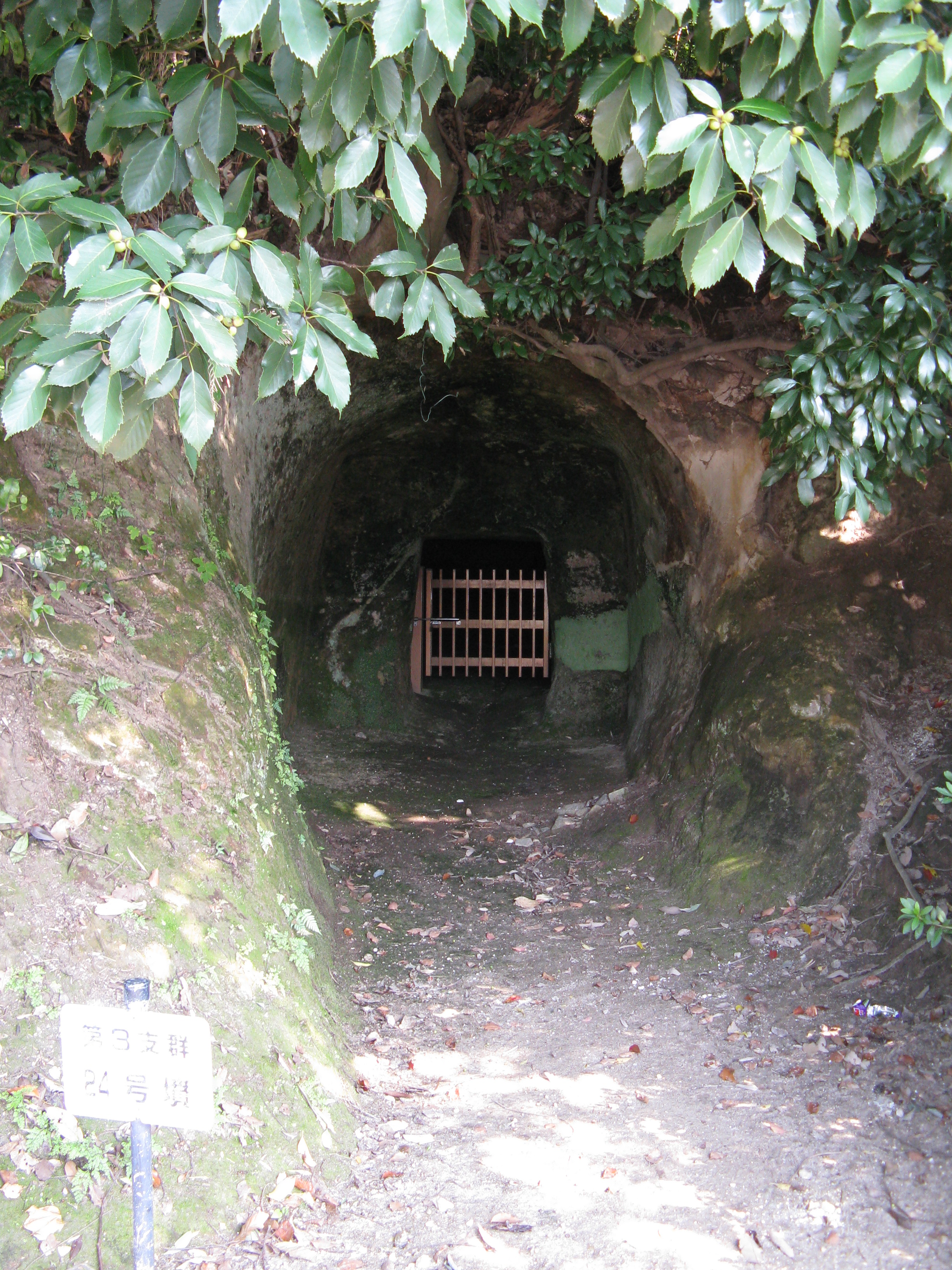
第3支群24号
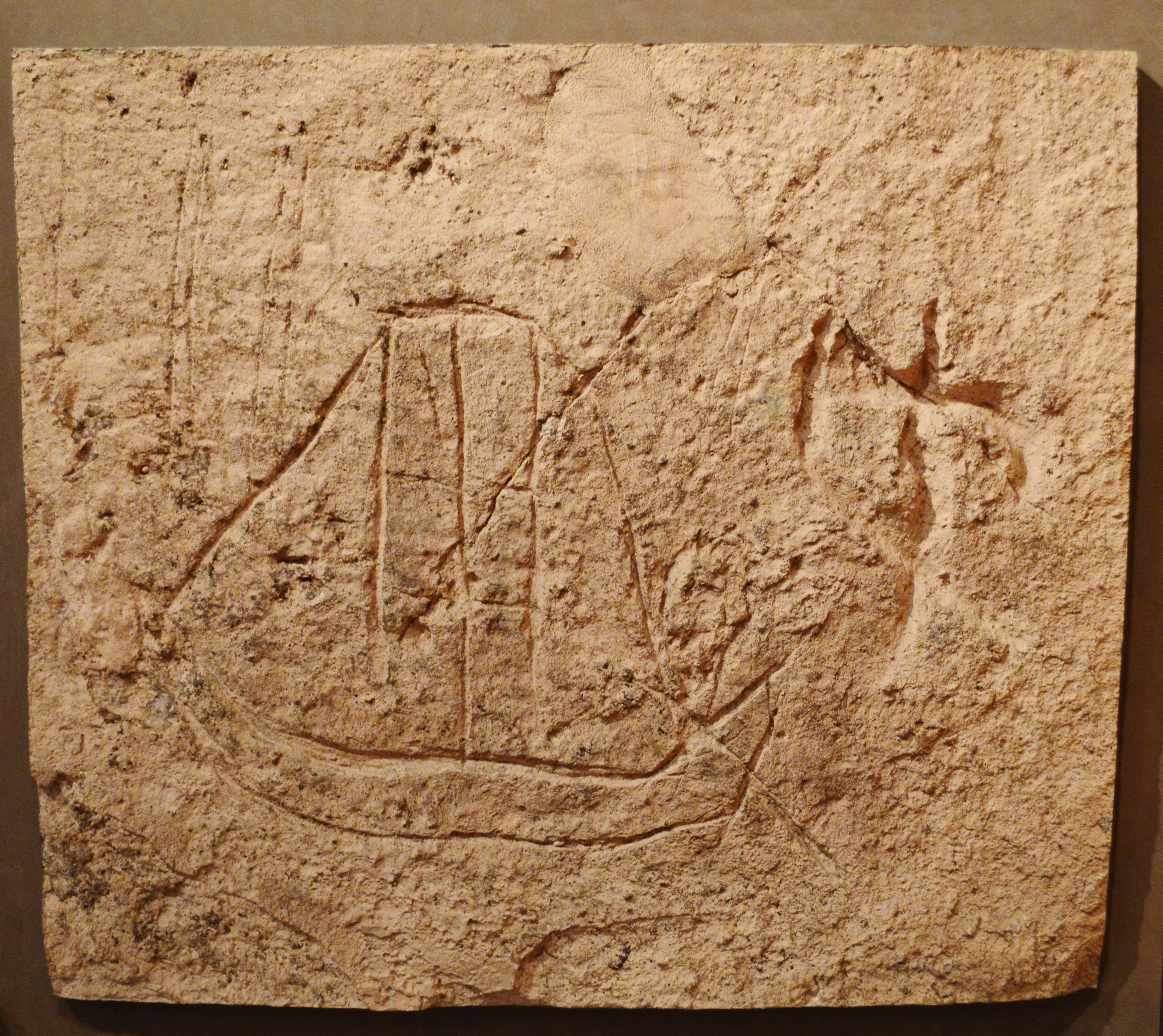
第2支群12号 羨道右壁線刻壁画 柏原市立歴史資料館展示。
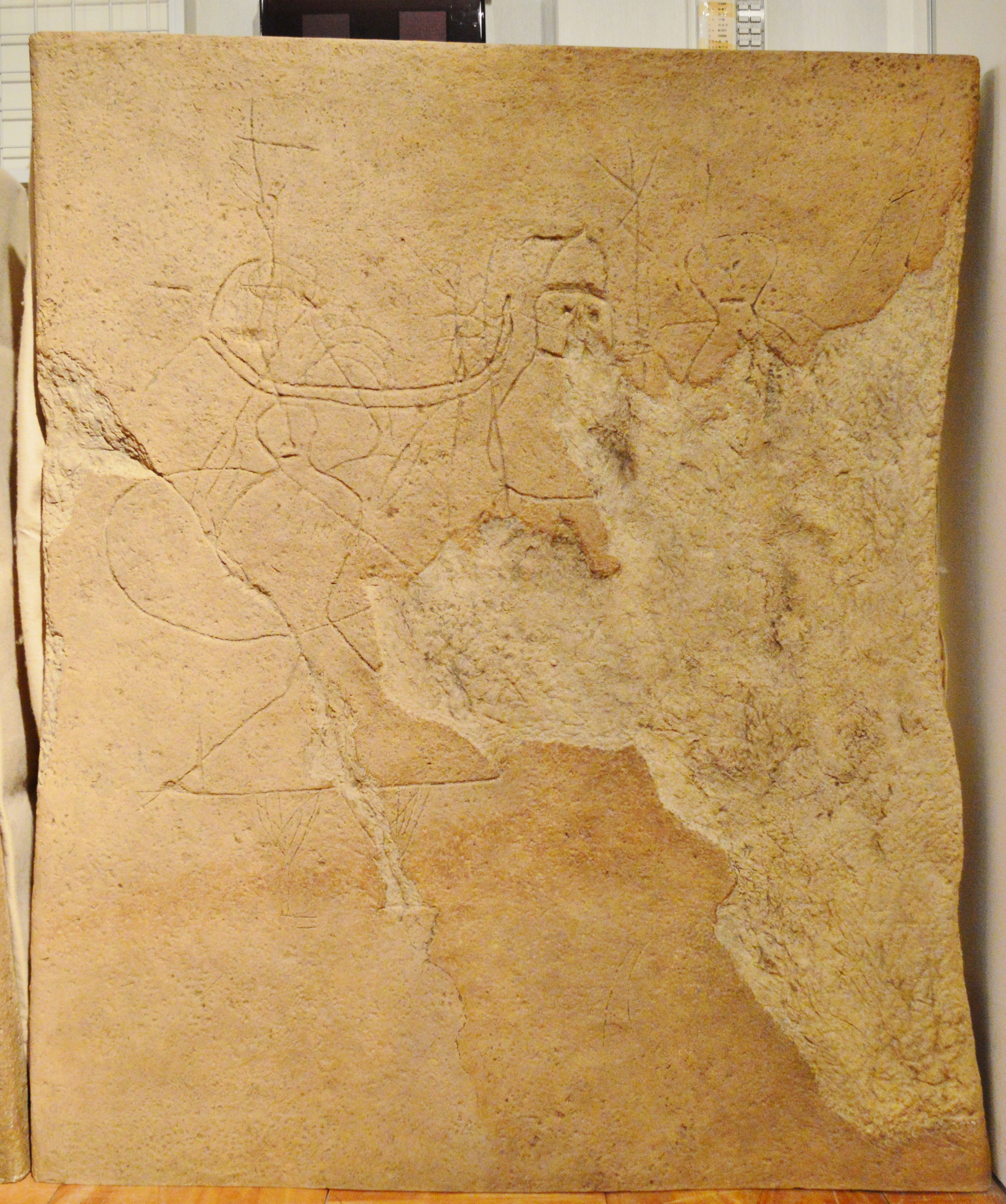
第3支群5号 羨道左壁線刻壁画 柏原市立歴史資料館展示。
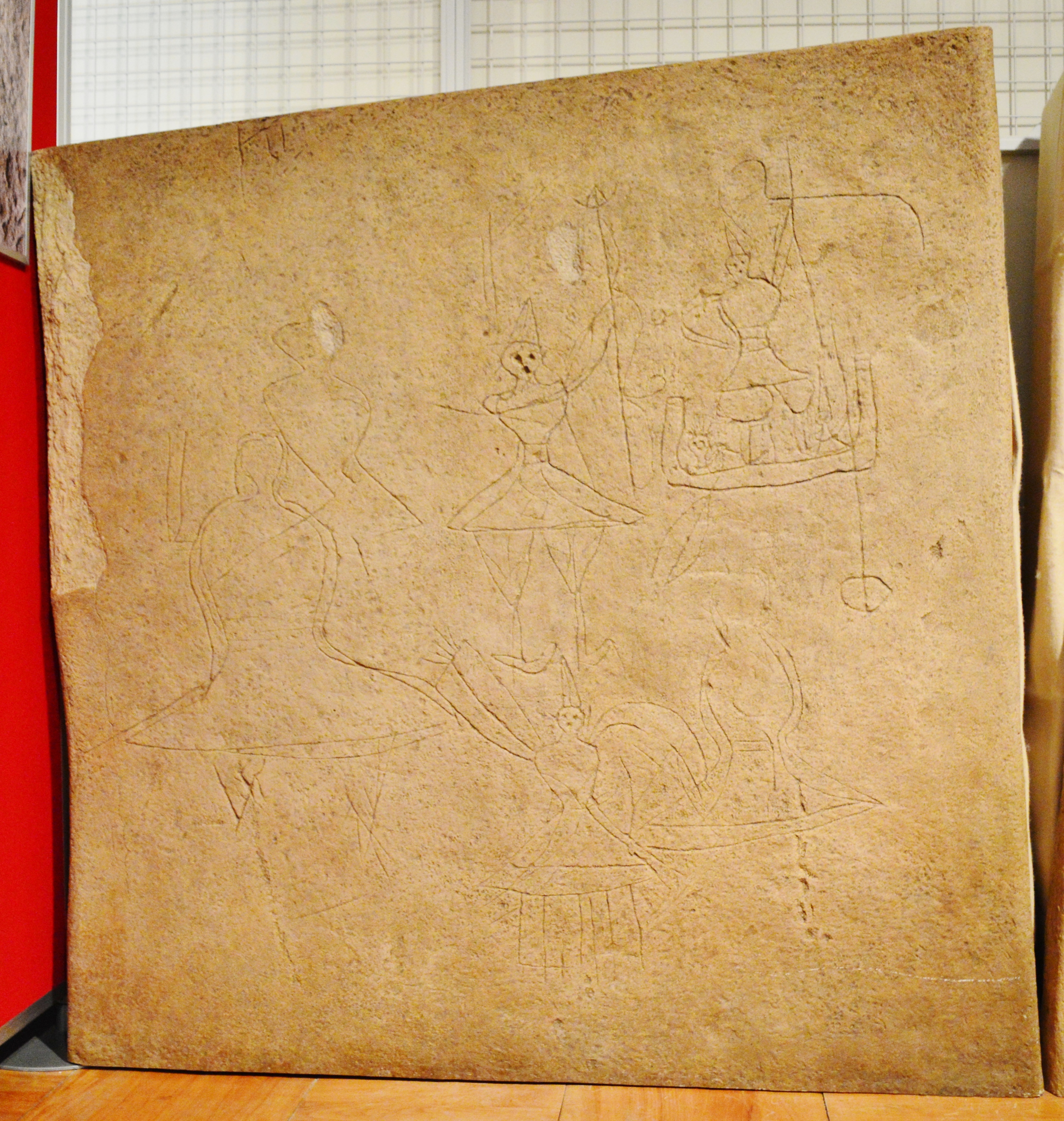
第3支群5号 羨道右壁線刻壁画 柏原市立歴史資料館展示。
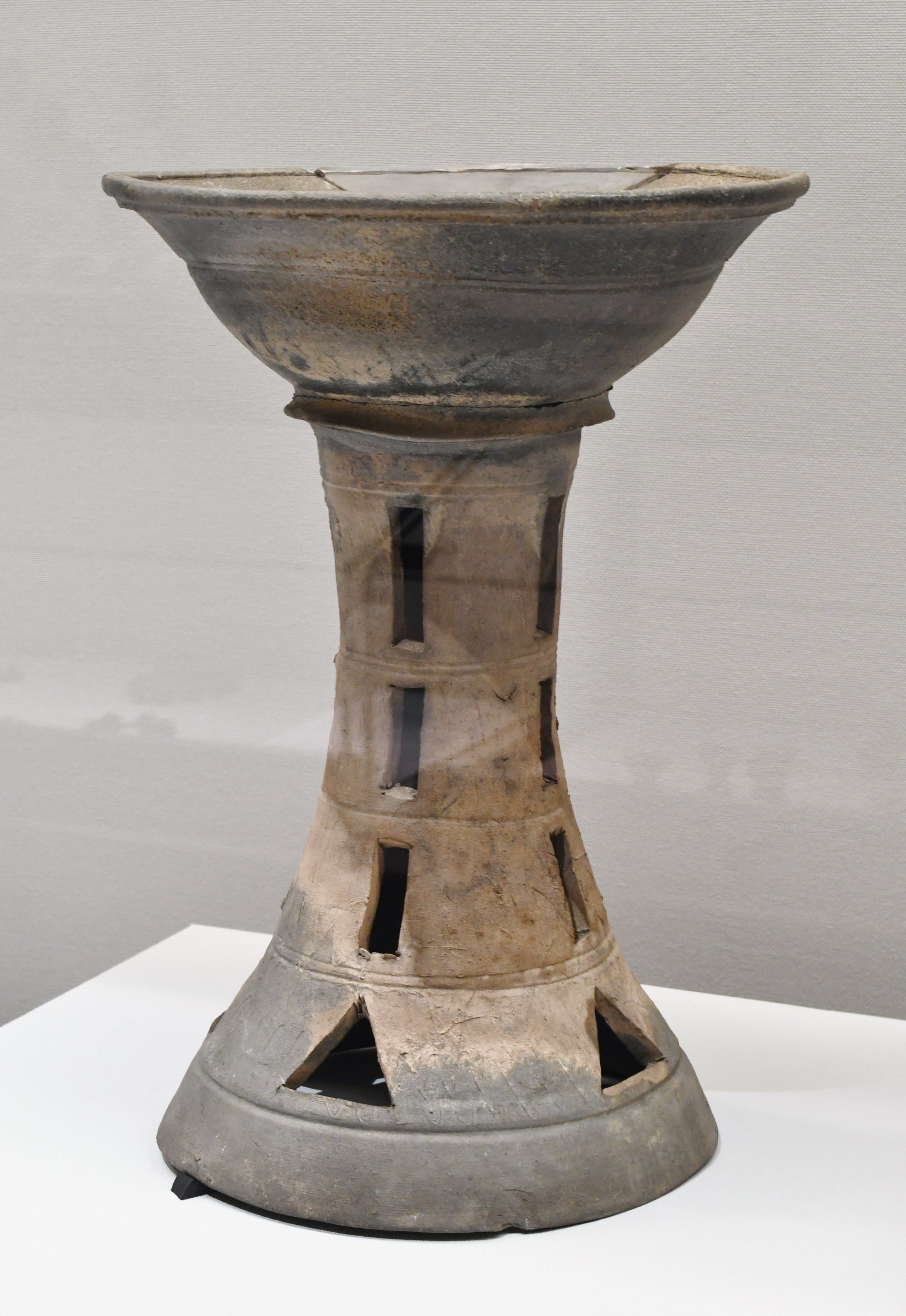
横穴墓群出土 須恵器 高坏形器台 東京国立博物館展示。